# ليندا أديسون (شاعرة)
ليندا أديسون (بالإنجليزية: Linda Addison)‏ (8 سبتمبر 1952، فيلادلفيا في الولايات المتحدة)؛ كاتِبة، شاعرة وروائية أمريكية.